# Seria (miasto)
Seria – miasto na północnym wybrzeżu Brunei; ponad 30 tys. mieszkańców (2013). Jest ośrodkiem administracyjnym mukimu w dystrykcie Belait. W mieście mieści się terminal naftowy. Siedziba koncernu Brunei Shell Petroleum. W pobliżu miejsce do cumowania zbiornikowców i tankowców. Trzecie co do wielkości miasto kraju.